# Eruguera de Nova Caledònia
L'eruguera de Nova Caledònia (Edolisoma anale) és una espècie d'ocell de la família dels campefàgids (Campephagidae).

## Hàbitat i distribució
Habita les formacions boscoses de Nova Caledònia.